# Всеобщие выборы в Гане (2016)
Всеобщие выборы в Гане прошли 7 декабря 2016 года. На них избирались президент, вице-президент и депутаты парламента. Первоначально назначенная дата 7 ноября 2016 года была отвергнута парламентом. Нана Акуфо-Аддо от оппозиционной Новой патриотической партии был избран президентом, одержав победу над президентом Джоном Драмани Махама от Национального демократического конгресса.
Результаты президентских выборов были объявлены 9 декабря 2016 года из-за задержки с подсчётом голосов в двух районах. В 7 часов вечера президент Махама признал поражение. Через час Избирательная комиссия Ганы объявила бывшего министра иностранных дел Акуфо-Аддо победителем выборов. Он вступил в должность 7 января 2017 года.

## Избирательная система
Президент Ганы избирается абсолютным большинством голосов в ходе двух туров голосования. 275 депутатов парламента избираются в одномандатных округах относительным большинством.
Кандидатом в депутаты может стать гражданин Ганы, достигший 21 года и проживающий в соответствующем избирательном округе либо проживавшим в нём в течение, по крайней мере, 5 из последних 10 лет.
Избирать имеют право граждане Ганы, достигшие 19 лет, за исключением объявленных психически больными.

## Кандидаты
Всего 16 претендентов заявили о желании баллотироваться в кандидаты в президенты. Однако, Избирательная комиссия одобрила только 7 из них. Айвор Гринстрит стал первым инвалидом, участвующим в президентских выборах в Гане.
| Партия                                | Кандидат в президенты       | Кандидат в вице-президенты |
| ------------------------------------- | --------------------------- | -------------------------- |
| Национальный демократический конгресс | Джон Драмани Махама         | Квеси Амиссах-Артур        |
| Народная партия конвента              | Айвор Гринстрит             | Габби Нсиах Нкетиах        |
| Новая патриотическая партия           | Нана Акуфо-Аддо             | Махамуду Бавумиа           |
| Прогрессивная народная партия         | Паа Квеси Ндуом             | Бриджитт Дзогбенуку        |
| Народная национальная конвенция       | Эдуард Махама               | Эммануэль Аниидохо         |
| Национальная демократическая партия   | Нана Конаду Эгиман Роулингс | Коджо Менсах Сосу          |
| Независимый                           | Джэйкоб Осеи Йебоах         | Дэниэл Уилсон Торто        |

## Предварительные результаты

### Президентские выборы
| Кандидат                             | Партия                                | Голоса     | %     |
| ------------------------------------ | ------------------------------------- | ---------- | ----- |
| Нана Акуфо-Аддо                      | Новая патриотическая партия           | 5 716 026  | 53,85 |
| Джон Драмани Махама                  | Национальный демократический конгресс | 4 713 277  | 44,40 |
| Паа Квеси Ндуом                      | Прогрессивная народная партия         | 105 682    | 1,00  |
| Айвор Гринстрит                      | Народная партия конвента              | 25 395     | 0,24  |
| Эдуард Махама                        | Народная национальная конвенция       | 22 214     | 0,21  |
| Нана Конаду Эгиман Роулингс          | Национальная демократическая партия   | 16 878     | 0,16  |
| Джэйкоб Осеи Йебоах                  | Независимый                           | 15 889     | 0,15  |
| Недействительных/пустых бюллетеней   | Недействительных/пустых бюллетеней    | 166 248    | -     |
| Всего                                | Всего                                 | 10 615 361 | 100   |
| Зарегистрированных избирателей/Явка  | Зарегистрированных избирателей/Явка   | 15 712 499 | 68,62 |
| Источник: Electoral Commission Ghana |                                       |            |       |

### Парламентские выборы
| Партия                                    | Голоса     | % | Места | +/- |
| ----------------------------------------- | ---------- | - | ----- | --- |
| Новая патриотическая партия               |            |   | 171   |     |
| Национальный демократический конгресс     |            |   | 104   |     |
| Всенародный конгресс                      |            |   | 0     |     |
| Народная партия конвента                  |            |   | 0     |     |
| Демократическая народная партия           |            |   | 0     |     |
| Великая консолидированная народная партия |            |   | 0     |     |
| Национальная демократическая партия       |            |   | 0     |     |
| Народная национальная конвенция           |            |   | 0     |     |
| Прогрессивная народная партия             |            |   | 0     |     |
| Партия объединённого фронта               |            |   | 0     |     |
| Объединённая прогрессивная партия         |            |   | 0     |     |
| Независимые                               |            |   | 0     |     |
| Недействительных/пустых бюллетеней        |            | - | -     | -   |
| Всего                                     |            |   |       |     |
| Зарегистрированных избирателей/Явка       | 15 712 499 |   | -     | -   |
| Источник: GhanaWeb                        |            |   |       |     |